# Lee Falk
Lee Falk, född Leon Harrison Gross den 28 april 1911 i Saint Louis i Missouri, död 13 mars 1999 i New York i New York, var en amerikansk serieskapare. Lee Falk skapade seriefigurerna Fantomen och Mandrake.

## Biografi
Som 19-åring skapade Falk serien Mandrake, som han lyckades sälja till King Features Syndicate. Falk tecknade de ursprungliga stripparna själv, men anlitade tecknaren Phil Davis när serien skulle publiceras i dagstidningar. Den blev en stor framgång direkt, och fick mängder av efterföljare. 1935 utökades serien med en söndagssida. KFS gav Falk ett erbjudande att skapa ännu en serie, vilket så småningom kom att bli Fantomen. Den debuterade i amerikanska dagstidningar 1936 tecknad av Ray Moore. Med tiden kom Fantomen att bli den mer populära serien av de två och en söndagsversion infördes 1939.
Enligt en känd anekdot ville den unge Falk verka världsvan när hans officiella biografi skulle förberedas hos KFS, och överdrev sina reseerfarenheter å det grövsta, när han i själva verket aldrig rest längre än till New York för att sälja sina serier. När han sedan mötte personer som ville veta mer om hans resor och jämföra erfarenheter blev det svårt att undvika att lögnen skulle upptäckas. Så fort han tjänade tillräckligt mycket pengar började han därför resa världen runt, åtminstone delvis för att komma ikapp sin egen biografi. När han så småningom blev en så världsvan resenär som han utgett sig för att vara, gav KFS ut en ny biografi som berättade om den ursprungliga lögnen och hur han löste problemet.
Trots arbetet med att skriva Mandrake och Fantomen var det teatern som var hans stora passion i livet. "I give 100% of my time to theatre, and what's left goes to comics..." som han själv uttryckte saken. Under årens lopp drev han fem teatrar (däribland en teater på Bahamas under 16 år), producerade 300 pjäser och regisserade själv 100 av dem. Han skrev tolv pjäser varav två var musikaler, och den ena handlade om hans skapelse Mandrake.
När Falk dog 1999 var Fantomen och Mandrake de två dagspresserier som producerats längst av sin upphovsman.

## Utmärkelser
Bland de priser Falk tilldelats finns den svenska Adamsonstatyetten 1977 och Guld-Adamson 1986.